# Mike Kelley
Mike Kelley (27. října 1954 – 31. ledna 2012) byl americký výtvarník. Spolupracoval také s dalšími umělci, mezi které patří například Paul McCarthy, Tony Oursler a John Miller. Jeho dílo bylo použito například na obalu alba Dirty skupiny Sonic Youth.
Pravděpodobně spáchal sebevraždu. Jeho tělo bylo nalezeno ve středu 1. února 2012 v jeho bytě ve vaně.